# Mashin Sentai Kiramager
Mashin Sentai Kiramager (魔進戦隊キラメイジャー, Mashin Sentai Kirameijā) é uma série de televisão japonesa do gênero tokusatsu produzida pela Toei Company. É a 44ª série da franquia Super Sentai, e seus temas principais são gênios, joias preciosas e veículos.
A série foi estreou em 8 de março de 2020 no bloco Super Hero Time das estações afiliadas à TV Asahi, juntando-se a Kamen Rider Zero-One e, posteriormente, Kamen Rider Saber. Após sua exibição final em 2021, foi sucedida por Kikai Sentai Zenkaiger.

## História
Uma princesa chamada Mabusheena do planeta Crystalia,busca ajuda na Terra com as Pedras Kiramei para encontrar indivíduos com "espíritos brilhantes", também conhecidos como Kiramental (キラメンタル, Kiramentaru), para se tornarem os Kiramagers e lutarem contra a ameaça de Yodonheim, um exército imperial das trevas que conquistou o Planeta Crystalia e cujo próximo alvo é a Terra.

## Veículos
- Mashin Fire/Makka: é o Mecha de KiramaRed. Um Carro de Bombeiro ousado e sábio. Ele possui uma imensa força e uma escada de apagar incêndios nas costas que pode se estender aonde desejar. Forma o corpo, o braço direito e as pernas de Kiramaizin e Land Mage.
- Mashin Shovellow: Shovellow é a escavadeira/Mecha de KiramaYellow, Temperamental e Mesquinha. Na Maioria das Vezes discute com seu Parceiro, é rápido quando o assunto é "Criticar", Mas Possui uma Força imensa e uma destreza surpreendente que pode ser usada como ferramenta de apreensão. Forma o braço esquerdo de Kiramaizin e Land Mage.
- Mashin Mach: é o carro esporte de KiramaGreen. Gentil Por Natureza, ele compartilha o amor de sua parceira pela velocidade e admira seu modo de viver. Mach possui lasers nos faróis e pode atingir velocidades super-sônicas. Ele também pode subir superfícies verticais ou usar a escada de Mashin Fire como rampa. Forma a cabeça e o ombro direito de Kiramaizin e Land Mage.
- Mashin Jetter: é o Mecha de KiramaBlue, um Jato notavelmente mais infantil e tímido em comparação com seu parceiro, é extremamente rápido e altamente manobrável, está armado com a lâmina Jetter Sword para combinar com as habilidades de espadachim de seu parceiro e Forma as pernas do Sky Mage e espada de Kiramaizin.
- Mashin Helico: é o Helicóptero de KiramaPink, a única Mashin Feminina. é gentil e educada, ao mesmo tempo que é borbulhante, excitada e geralmente alegre e risonha. Sua Hélice pode gerar ventos com força de furação e implantar curativos para prender os oponentes, combinando assim com as habilidades de Médico de sua Parceira, Forma a metade superior de Sky Mage e o peitoral de Kiramaizin.

| Mecha                      | Combinação                                                                                 |
| -------------------------- | ------------------------------------------------------------------------------------------ |
| Kiramaizin                 | Mashin Fire; Mashin Shovellow; Mashin Mach; Mashin Jetter & Mashin Helico                  |
| Land Mage                  | Mashin Fire; Mashin Shovellow & Mashin Mach                                                |
| Land Mage Lifton & Rolland | Mashin Fire; Mashin Shovellow; Mashin Mach; Mashin Lifton & Mashin Rolland                 |
| Sky Mage                   | Mashin Jetter & Mashin Helico                                                              |
| Kiramaizin Carry           | Mashin Fire; Mashin Shovellow; Mashin Mach; Mashin Jetter; Mashin Helico & Mashin Carry    |
| Kiramaizin Rolland         | Mashin Fire; Mashin Shovellow; Mashin Mach; Mashin Jetter; Mashin Helico & Mashin Rolland  |
| Kiramaizin Lifton          | Mashin Fire; Mashin Shovellow; Mashin Mach; Mashin Jetter; Mashin Helico & Mashin Lifton   |
| King Express               | Mashin Express & Mashin Jouki                                                              |
| Henkei GigantDriller       | Mashin Drijan                                                                              |
| Kiramaizin Duston          | Mashin Fire; Mashin Shovellow; Mashin Mach; Mashin Jetter; Mashin Helico & Mashin Duston   |
| Kiramaizin Magellan        | Mashin Fire; Mashin Shovellow; Mashin Mach; Mashin Jetter; Mashin Helico & Mashin Magellan |
| GigantDriller Giga-Mori    | Mashin Drijan; Mashin Shovellow; Mashin Duston & Mashin Magellan                           |
| King Express Zabyun        | Mashin Express & Mashin Zabyun                                                             |
| Kiramaizin Zabyun Magnum   | Mashin Fire; Mashin Shovellow; Mashin Mach; Mashin Jetter; Mashin Helico & Mashin Zabyun   |
| Grateful Phoenix           | Mashin Hakobu & Mashin Oradin                                                              |

## Filmes

### Episode Zero
Um mês antes da estréia da série, Mashin Sentai Kiramager: Episode Zero foi lançado como um filme prequel nos cinemas em 8 de fevereiro de 2020. O filme foi exibido no mesmo dia que Kishiryu Sentai Ryusoulger VS Lupinranger VS Patranger o filme, que apresentou um crossover entre Ryusoulger e Kaitou Sentai Lupinranger VS Keisatsu Sentai Patranger. O Enredo do filme concentra-se principalmente na História de Mabusheena e sua vinda para a Terra em busca de pessoas com Kiramental, que podem ajudá-la a enfrentar a ameaça de Yodonheim.

### Mashin Sentai Kiramager The Movie
Mashin Sentai Kiramager the Movie é um Filme de Verão que está previsto para lançar nos cinemas japoneses em 23 de Julho de 2020, junto com o filme de Kamen Rider Zero-One.[carece de fontes?]

## Elenco
| Ator / Atriz   | Personagem          | Denominação    | Mecha             |
| -------------- | ------------------- | -------------- | ----------------- |
| Rio Komiya     | Jūru Atsuta         | Kiramei Red    | Mashin Fire/Makka |
| Rui Kihara     | Tametomo Imizu      | Kiramei Yellow | Mashin Shovellow  |
| Yume Shinjo    | Sena Hayami         | Kiramei Green  | Mashin Mach       |
| Atomu Mizuishi | Shiguru Oshikiri    | Kiramei Blue   | Mashin Jetter     |
| Mio Kudo       | Sayo Ōharu          | Kiramei Pink   | Mashin Helico     |
| Kohei Shoji    | Takamichi Crystalia | Kiramei Silver | Mashin Drijan     |

### Aliados
- Muryō Hakataminami : Daimaou Kosaka
- Mabusheena (マブシーナ, Mabushīna, Voz): Inori Minase
- Oradin (オラディン, Voz): Tomokazu Sugita

### Vilões
- Bechats
- Galza (ガルザ, Garuza, Voz): Yuichi Nakamura
- Carantula (クランチュラ, Kuranchura, Voz): Yasuhiro Takato
- Numajo (ヌマージョ, Numājo) : Naoko Kouda
- Minjo (ミンジョ): Mitsu Dan
- Yodonna (ヨドンナ): Nashiko Momotsuki
- Shadon (シャドン): Takaya Kuroda

### Jamenshins
- Rugby Jamenshi (2)
- Vise Jamenshi (3)
- Neanderthal Jamenshi (4)
- Joystick Jamenshi (5)
- Camera Jamenshi (6)
- Oven Jamenshi
- Freezer Jamenshi

## Armas e Ataques em Conjunto
- Kirama Changer : Dispositivo de Transformação dos Kiramagers.
- Kirama Sword : Espada que pode ser facilmente Carregada, utilizada por Kirama Red, Green e Blue.
- Kirama Shot : Detonador que Dispara Moedas, utilizado por Kirama Red, Yellow e Pink.
  - Kirama Buster : É a Combinação de Kirama Sword e Kirama Shot, utilizada por Kirama Red em Uma Espécie de Canhão.
- Shiny Kirama Changer: Dispositivo de Transformação do Kirama Silver.
- Shiny Breaker: É a arma de Kiramei Silver que serve como detonador e volante pro seu Mashin.
- Yellow Stone Hammer: É combinação de Kiramei Sword e Yellow Kiramei Stone (Shovellow) so o Kiramei Yellow pode usa-lo.

## Músicas

### Tema de Abertura
- Mashin Sentai Kiramager
  - Artista: Yohei Onishi (大西 洋平, Ōnishi Yōhei)
  - Letra: Shoko Fujibayashi (藤林 聖子, Fujibayashi Shōko)
  - Composição e Arranjo: KoTa

### Encerramento
- Kiraful Miracle Kiramager
  - Artista: Takashi Deguchi (出口 たかし, Deguchi Takashi)
  - Letra: Shoko Fujibayashi
  - Composição: Takafumi Iwasaki (岩崎 貴文, Iwasaki Takafumi)
  - Arranjo: Hiroaki Kagoshima (籠島 裕昌, Kagoshima Hiroaki)